# 观化乡
观化乡，是中华人民共和国四川省雅安市雨城区曾经下辖的一个乡。2019年12月，撤销观化乡，将其所属行政区域划归八步镇管辖。

## 行政区划
观化乡撤销前下辖以下地区：
观化村、袁家村、周沙村、杨家村、刘家村、上横村和麻柳村。